# Pohár Intertoto 2005
V poháru Intertoto 2005 zvítězily a zároveň postoupily do poháru UEFA tři týmy RC Lens, Olympique de Marseille a Hamburger SV.

## Zápasy

### 1. kolo
| Domácí v 1. zápase        | Celkem | Hosté v 1. zápase        | 1. zápas | 2. zápas |
| ------------------------- | ------ | ------------------------ | -------- | -------- |
| Bejtar Jeruzalém FC       | 6:4    | FK Sileks Kratovo        | 4:3      | 2:1      |
| Valletta FC               | 2:7    | FK Budućnost Podgorica   | 0:5      | 2:2      |
| NK Slaven Belupo          | 2:0    | NK Drava Ptuj            | 1:0      | 1:0      |
| KS Dinamo Tirana          | 3:5    | NK Varteks               | 2:1      | 1:4      |
| CS Tiligul-Tiras Tiraspol | 2:9    | Pogoń Szczecin           | 0:3      | 2:6      |
| FC Victoria Rosport       | 2:5    | IFK Göteborg             | 1:2      | 1:3      |
| Bohemian FC               | 2:3    | KAA Gent                 | 1:0      | 1:3      |
| Narva JK Trans            | 1:2    | KSC Lokeren              | 0:2      | 1:0      |
| FC Ararat Jerevan         | 1:9    | Neuchâtel Xamax          | 1:3      | 0:6      |
| Skála ÍF                  | 0:3    | Tampere United           | 0:2      | 0:1      |
| Vasas SC                  | 0:2    | FK ZTS Dubnica           | 0:0      | 0:2      |
| Olympiakos Nicosia        | 0:16   | ACF Gloria Bistrița      | 0:5      | 0:11     |
| CFR Kluž                  | 7:3    | FK Vėtra                 | 3:2      | 4:1      |
| Karvan İK                 | 1:4    | Lech Poznań              | 1:2      | 0:2      |
| FC Rànger's               | 1:6    | SK Sturm Graz            | 1:1      | 0:5      |
| VMFD Žalgiris Vilnius     | 2:0    | Lisburn Distillery FC    | 1:0      | 1:0      |
| FK Smederevo              | 1:3    | FK Pobeda Prilep         | 0:1      | 1:2      |
| FK Neman Hrodna           | 0:1    | FC Tescoma Zlín          | 0:1      | 0:0      |
| Lombard-Pápa TFC          | 3:1    | FC WIT Georgia           | 2:1      | 1:0      |
| FC Inter Turku            | 4:0    | Íþróttabandalag Akraness | 0:0      | 4:0      |
| Bangor City FC            | 1:4    | Dinaburg FC              | 1:2      | 0:2      |

### 2. kolo
| Domácí v 1. zápase     | Celkem | Hosté v 1. zápase      | 1. zápas | 2. zápas |
| ---------------------- | ------ | ---------------------- | -------- | -------- |
| Deportivo de La Coruña | 4:2    | FK Budućnost Podgorica | 3:0      | 1:2      |
| VfL Wolfsburg          | 5:3    | SK Sturm Graz          | 2:2      | 3:1      |
| CFR Kluž               | 1:1    | Athletic Bilbao        | 1:0      | 0:1      |
| SK Sigma Olomouc       | 1:0    | Pogoń Szczecin         | 1:0      | 0:0      |
| Osmanlıspor            | 1:4    | FK ZTS Dubnica         | 0:4      | 1:0      |
| NK Slaven Belupo       | 4:2    | ACF Gloria Bistrița    | 3:2      | 1:0      |
| NK Varteks Varaždin    | 6:5    | FC Inter Turku         | 4:3      | 2:2      |
| KAA Gent               | 1:0    | FC Tescoma Zlín        | 1:0      | 0:0      |
| Hamburger SV           | 8:2    | FK Pobeda Prilep       | 4:1      | 4:1      |
| FC Slovan Liberec      | 7:2    | Bejtar Jeruzalém FC    | 5:1      | 2:1      |
| AS Saint-Étienne       | 3:2    | Neuchâtel Xamax        | 1:1      | 2:1      |
| KSC Lokeren            | 2:6    | BSC Young Boys         | 1:4      | 1:2      |
| Tampere United         | 1:0    | Royal Charleroi SC     | 1:0      | 0:0      |
| Lombard-Pápa TFC       | 2:4    | IFK Göteborg           | 2:3      | 0:1      |
| VMFD Žalgiris Vilnius  | 3:2    | Dinaburg FC            | 2:0      | 1:2      |
| RC Lens                | 3:1    | Lech Poznań            | 2:1      | 1:0      |

### 3. kolo
| Domácí v 1. zápase     | Celkem | Hosté v 1. zápase      | 1. zápas | 2. zápas |
| ---------------------- | ------ | ---------------------- | -------- | -------- |
| BSC Young Boys         | 3:5    | Olympique de Marseille | 2:3      | 1:2      |
| UD Leiria              | 0:3    | Hamburger SV           | 0:1      | 0:2      |
| Egaleo FC              | 4:5    | VMFD Žalgiris Vilnius  | 1:3      | 3:2      |
| Borussia Dortmund      | 1:1    | SK Sigma Olomouc       | 1:1      | 0:0      |
| Roda JC Kerkrade       | 1:1    | FC Slovan Liberec      | 0:0      | 1:1      |
| Deportivo de La Coruña | 4:0    | NK Slaven Belupo       | 1:0      | 3:0      |
| NK Varteks Varaždin    | 2:5    | RC Lens                | 1:1      | 1:4      |
| SS Lazio               | 4:1    | Tampere United         | 3:0      | 1:1      |
| IFK Göteborg           | 0:4    | VfL Wolfsburg          | 0:2      | 0:2      |
| KAA Gent               | 0:2    | Valencia CF            | 0:0      | 0:2      |
| FK ZTS Dubnica         | 1:5    | Newcastle United FC    | 1:3      | 0:2      |
| CFR Kluž               | 3:3    | AS Saint-Étienne       | 1:1      | 2:2      |

### Semifinále
| Domácí v 1. zápase     | Celkem | Hosté v 1. zápase      | 1. zápas | 2. zápas |
| ---------------------- | ------ | ---------------------- | -------- | -------- |
| Deportivo de La Coruña | 4:2    | Newcastle United FC    | 2:1      | 2:1      |
| VfL Wolfsburg          | 0:4    | RC Lens                | 0:0      | 0:4      |
| SS Lazio               | 1:4    | Olympique de Marseille | 1:1      | 0:3      |
| VMFD Žalgiris Vilnius  | 2:7    | CFR Kluž               | 1:2      | 1:5      |
| Valencia CF            | 4:0    | Roda JC Kerkrade       | 4:0      | 0:0      |
| SK Sigma Olomouc       | 0:4    | Hamburger SV           | 0:1      | 0:3      |

### Finále
| Domácí v 1. zápase     | Celkem | Hosté v 1. zápase      | 1. zápas | 2. zápas |
| ---------------------- | ------ | ---------------------- | -------- | -------- |
| Hamburger SV           | 1:0    | Valencia CF            | 1:0      | 0:0      |
| CFR Kluž               | 2:4    | RC Lens                | 1:1      | 1:3      |
| Deportivo de La Coruña | 3:5    | Olympique de Marseille | 2:0      | 1:5      |